# Clavidisculum graminicola
Clavidisculum graminicola är en svampart som beskrevs av Raitv. 1969. Clavidisculum graminicola ingår i släktet Clavidisculum och familjen Hyaloscyphaceae.   Inga underarter finns listade i Catalogue of Life.